# BMW N63
BMW N63 – 8-cylindrowy silnik benzynowy w układzie V produkowany przez BMW w którym zastosowano układ Twin Turbo oraz bezpośredni wtryski paliwa (High Precision Injection). Sprężarki układu Twin Turbo umieszczone są centralnie pomiędzy głowicami. Dzięki temu silnik ma bardziej zwartą konstrukcję, niższą wagę oraz niższe straty ciśnienia pomiędzy stroną dolotową a wydechową.

## N63 - N63B44A (5' GT F07550i,7' F01/F02750i 750Li 750iX 750LiX,X6 E7150iX, G30/G31)
| Liczba cylindrów           | 8 w układzie V                          |
| Średnica cylindrów         | 89 mm                                   |
| Skok tłoka                 | 88,3 mm                                 |
| Pojemność                  | 4395 cm³                                |
| Stopień sprężania          | 10:1                                    |
| Moc maksymalna             | 300 kW (407 KM) przy 5500-6400 obr./min |
| Obroty maksymalne          |                                         |
| Maksymalny moment obrotowy | 600 Nm przy 1750-4500 obr./min          |